# Fabricant de larmes
Pour plus de détails, voir Fiche technique et Distribution.
Fabricant de larmes (Fabbricante di lacrime) est un film romantique italien réalisé par Alessandro Genovesi, sorti en 2024 sur Netflix.
Le film est adapté du roman du même nom, Fabbricante di lacrime (it) écrit par Erin Doom (it) et publié en mai 2021 par Adriano Salani Editore (it), phénomène littéraire qui avait commencé comme une histoire sur la plateforme Wattpad, avec près de 500 000 exemplaires vendus en 2022, le roman a été le best-seller de l'année en Italie,.

## Synopsis
Lors d'un accident de voiture, Nica est blessée et ses parents tués sur le coup. Elle sera alors placée dans un orphelinat, le Grave tenu par la terrible Margaret Stoker qui inflige aux pensionnaires de son institut des sévices psychologiques et physiques.
Parmi les enfants se trouvent à la fois Adeline, une orpheline en attente de futurs parents comme elle mais aussi Rigel, un petit garçon qui semble être le protégé de Margaret, le seul à être épargné par la directrice.
Quelques années plus tard, Nica et Rigel sont tous deux adoptés par le même couple. Si dans un premier temps, leur relation semble particulièrement toxique, leurs sentiments se révèlent au fil du temps jusqu'à les consumer peu à peu.

## Fiche technique
Sauf indication contraire, les informations mentionnées dans cette section peuvent être confirmées par la base de données cinématographiques IMDb,  présente dans la section « Liens externes ».
- Titre français : Fabricant de larmes
- Titre anglais : The Tearsmith
- Titre original : Fabbricante di lacrime
- Réalisation : Alessandro Genovesi
- Scénario : Eleonora Fiorini, Alessandro Genovesi d'après le roman Fabbricante di lacrime (it) d'Erin Doom (it)
- Musique : Andrea Farri (it)
- Photographie : Luca Esposito
- Producteurs : Iginio Straffi et Alessandro Usai
- Société de production : Colorado Film Production (it)
- Sociétés de distribution : Netflix
- Pays d’origine :  Italie
- Langue originale : Italien
- Format : couleur
- Genres : Dramatique et romantique
- Durée : 105 minutes
- Date de sortie : Monde 4 avril 2024 sur Netflix

## Distribution
- Simone Baldasseroni (it) (VF : Alexis Gilot) : Rigel Wilde
  - Santiago Micera : Rigel Wilde (enfant)
- Caterina Ferioli (VF : Claire Baradat) : Nica Dover
  - Anita Ceccaroni : Nica Dover (enfant)
- Sabrina Paravicini (VF : Nathalie Spitzer) : Margaret Stocker, la directrice de l'orphelinat de Sunnycreek
- Alessandro Bedetti (VF : Florent Pochet) : Lionel
- Roberta Rovelli (VF : Fabienne Rocaboy) : Anna Milligan, la mère adoptive de Rigel et Nica
- Orlando Cinque (VF : Damien Boisseau) : Norman Milligan, le père adoptif de Rigel et Nica et le mari d'Anna
- Eco Andriolo (VF : Elsa Bougerie) : Adeline, l'amie d'enfance de Nica
- Nicky Passarella (VF : Valérie Bescht) : Billie, l'amie de Nica
- Sveva Romana Candelletta (VF : Alice Orsat) : Miki, l'amie de Nica

 Source et légende : version française (VF) sur RS Doublage

## Production

### Développement
En juin 2022, Colorado Film Production (it) a acheté les droits du roman Fabbricante di lacrime (it), un best-seller publié par Adriano Salani Editore (it) le 27 mai 2021. En septembre de la même année, il a été annoncé qu'Alessandro Genovesi réaliserait le film et écrirait le scénario avec Eleonora Fiorini, il a également été confirmé que Caterina Ferioli et Simone Baldasseroni (it) joueraient les rôles des deux protagonistes.
Netflix a acquis les droits de distribution du film en septembre 2023. La bande-annonce du film a été publiée le 20 février 2024, et la bande-annonce officielle a été publiée le 14 mars 2024.
Le film est sorti sur Netflix le 4 avril 2024.

### Tournage
Le tournage a eu lieu à Rome, Pescara et Ravenne de février à juin 2023.

### Musique
Les chansons présentées dans le film incluent « Budapest » de George Ezra , « Vampire » d' Olivia Rodrigo et « I Love You » de Billie Eilish.

## Accueil

### Critiques
Fabricant de larmes est le film le plus vu au monde sur la plateforme. Il occupe désormais la première place parmi les films les plus populaires au monde sur Netflix.